# Jean Stefancic
Jean Stefancic (* 14. Januar 1940) ist eine US-amerikanische Rechtswissenschaftlerin, die – zusammen mit ihrem Mann Richard Delgado – Artikel und Bücher zur Critical Race Theory (CRT) verfasst hat.

## Leben
Stefancic studierte Rechtswissenschaften am Maryville College und erwarb dort ihren Bachelor. Danach setzte sie ihr Studium an der University of San Francisco fort und erwarb dort ihren Master. Anschließend war sie für fünf Jahre Dozentin an der University of Pittsburgh und für zehn Jahre an der University of Colorado. Danach wechselte sie erst an die Seattle University, dann 2013 schließlich an die University of Alabama.
Sie ist mit dem US-amerikanischen Rechtswissenschaftler Richard Delgado verheiratet.

## Bücher
- mit Richard Delgado: Must we defend Nazis? hate speech, pornography, and the new First Amendment. New York University Press, New York 1997, ISBN 0-585-34679-8.
- mit Richard Delgado: Critical white studies: looking behind the mirror. Temple University Press, Philadelphia 1997, ISBN 1-56639-532-1.
- Richard Delgado, Angela P. Harris, Jean Stefancic, Juan F. Perea, Stephanie M. Wildman: Race and races: cases and resources for a diverse America. West Group, St. Paul, MN 2000, ISBN 0-314-22709-1.
- mit Richard Delgado: Understanding words that wound. Westview Press, Boulder, CO 2004, ISBN 0-8133-4139-6.
- mit Richard Delgado: The Latino/a condition: a critical reader. New York University Press, 2011, ISBN 978-0-8147-2040-0.